# Gediminas Kazlauskas
Pour les articles homonymes, voir Kazlauskas.
Gediminas Kazlauskas, né le 22 février 1959 à Panevėžys, alors en URSS, est un homme politique lituanien.
De 2008 à 2012, il est ministre de l'Environnement de Lituanie.

## Biographie
Il achève ses études secondaires en 1977 à Panevėžys, et entreprend des études supérieures de génie industriel et civil à l'Institut du génie de la construction de Vilnius. Il les achève en 1982 avec un diplôme d'ingénieur.
Il travaille ensuite pour la municipalité de Vilnius et participe à la coordination de divers projets de la Banque mondiale. De 1996 à 2001, il occupe un poste de responsable des marchés publics au ministère du Travail, avant d'obtenir un emploi similaire en 2002 au sein du ministère de l'Éducation. Il est embauché comme directeur de projet par Constructus UAB, et passe quatre ans plus tard chez Merko Statyba UAB, où il est directeur général.
Marié depuis 1998 à Renata Kazlauskienė, avec qui il a eu un fils, il est lui-même père de deux autres enfants. Il parle en outre anglais et russe.

## Vie politique
Gediminas Kazlauskas a été nommé ministre de l'Environnement de la Lituanie le 9 décembre 2008 dans le gouvernement de coalition d'Andrius Kubilius sur proposition du Parti de la résurrection nationale (TPP), dont il n'est pas membre. Il est remplacé, le 12 décembre 2012, par Valentinas Mazuronis.